# Le Plessis-l'Évêque
Le Plessis-l'Évêque is een gemeente in het Franse departement Seine-et-Marne (regio Île-de-France) en telt 242 inwoners (2005). De plaats maakt deel uit van het arrondissement Meaux.

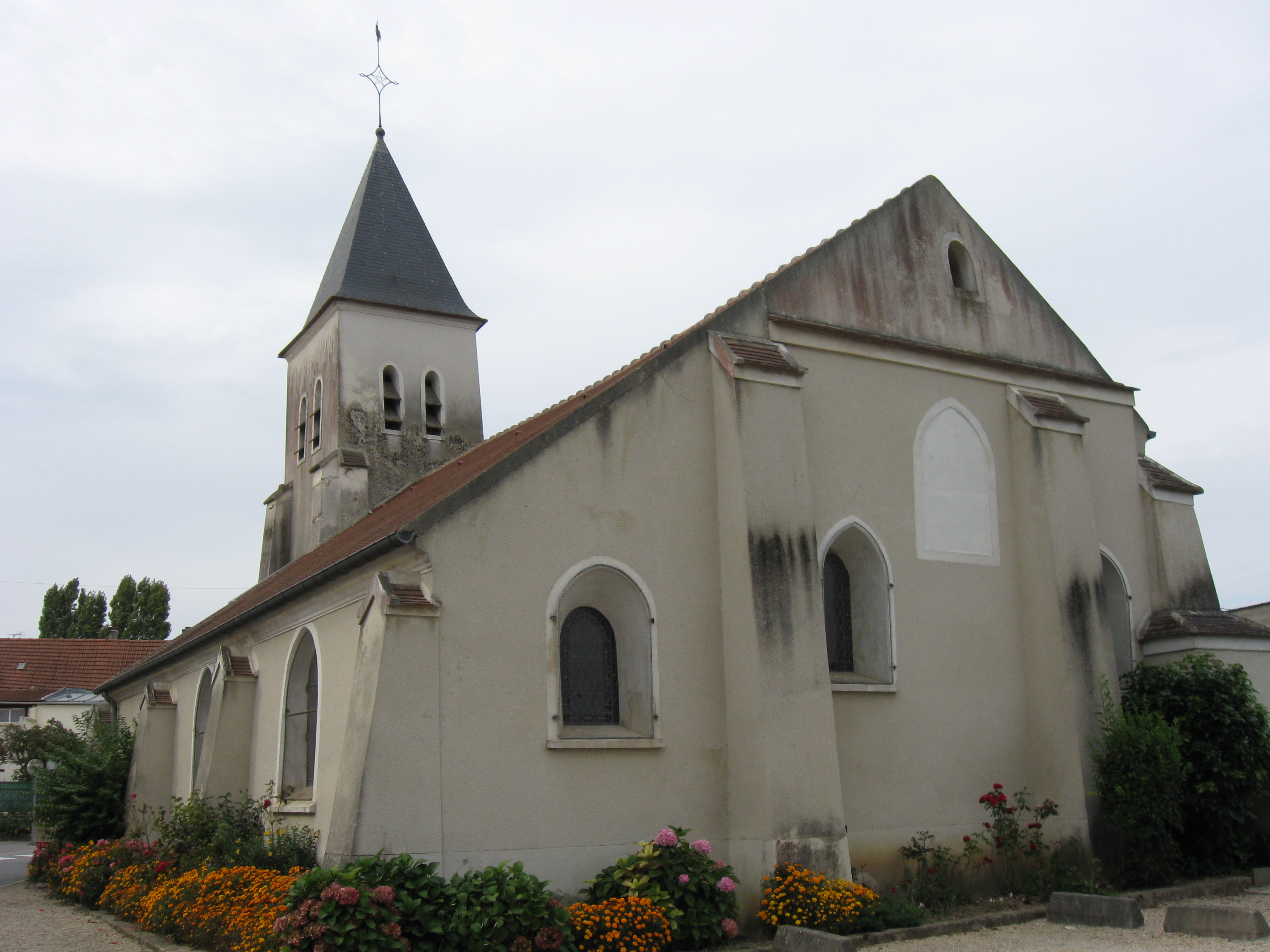
Kerk in Le Plessis-l'Évêque
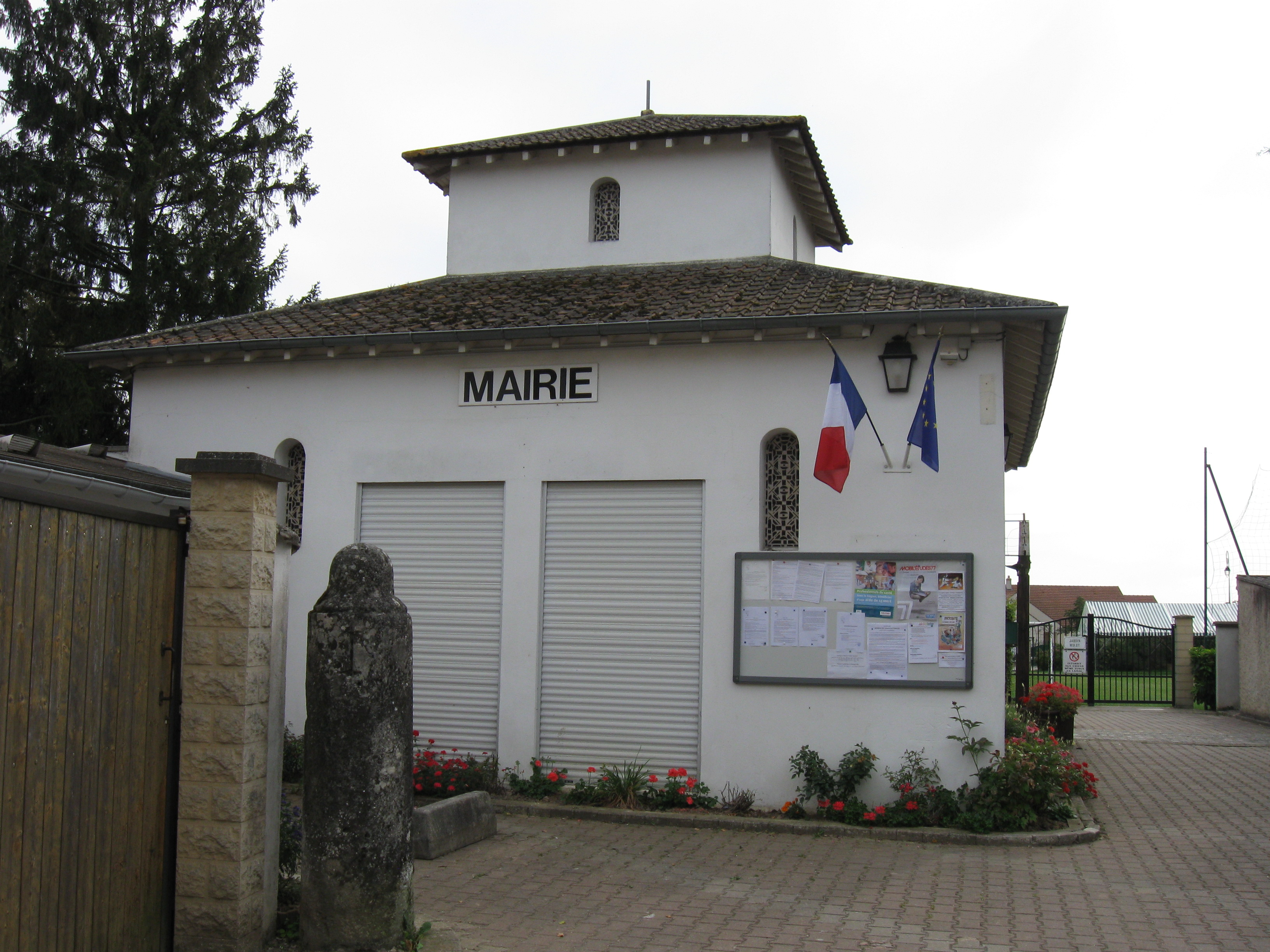
Gemeentehuis

## Geografie
De oppervlakte van Le Plessis-l'Évêque bedraagt 3,5 km², de bevolkingsdichtheid is 69,1 inwoners per km².
De onderstaande kaart toont de ligging van Le Plessis-l'Évêque met de belangrijkste infrastructuur en aangrenzende gemeenten.

## Demografie
Onderstaande figuur toont het verloop van het inwonertal (bron: INSEE-tellingen).